# 藏匿龍屬
藏匿龍屬（學名：Cryptosaurus)(意为隐藏的蜥蜴）是甲龍亞目恐龍的一屬，生存於晚侏羅紀的英格蘭。
藏匿龍的化石是一根部份的右股骨，由地質學家Lucas Ewbank發現於牛津黏土组（Oxford Clay Formation），並捐給劍橋大學Woodwardian博物館。英國古動物學家哈利·絲萊（Harry Seeley）當時正在整理劍橋大學Woodwardian博物館的化石，並分門歸類。在1869年，哈利·絲萊將這股骨敘述、命名，模式種是C. eumerus。屬名在古希臘文意為「隱藏的蜥蜴」，意指牠們是第一個在牛津黏土组發現的恐龍；種名意為「良好的股骨」，意指股骨的保存狀態。這份1869年研究，包含許多劍橋大學Woodwardian博物館的化石，各物種的敘述非常簡短，因此藏匿龍被視為裸名（Nomen nudum）。在1875年，哈利·絲萊才提出完整敘述研究。
正模標本（編號OUM J.46882）是一塊部份右股骨，長度約33公分，骨幹粗厚。化石發現於牛津黏土组，地質年代相當於牛津階上層。這個化石屬於成年或亞成年個體，因此藏匿龍是種小型甲龍類。
絲萊最初認為這些化石是屬於禽龍的近親。在1909年，Friedrich von Huene將這些化石歸類於彎龍科。在1983年，彼得·加爾東（Peter Galton）提出藏匿龍是屬於甲龍亞目，但詳細的分類位置不明。由於藏匿龍的化石過少，缺乏足夠的鑑定特徵，因此被認為是疑名。
在1889年，理查德·莱德克（Richard Lydekker）認為藏匿龍的屬名已被另一種在1832年命名的恐龍（Cystosaurus geoffroy）使用中，於是將藏匿龍的屬名改為Cryptodraco。但實際上沒有重新命名的必要，這個1833年命名恐龍其實是誤植，所以理察·萊德克的新命名是一個不必要的代用名。